# 但丁 (惡魔獵人)
但丁是惡魔獵人系列的遊戲角色。但丁是1代至3代的主角，以華麗的動作身手成為一個受歡迎的人物。在4代和5代中，但丁則擔任遊戲後半段的主角。

## 設計來源
但丁的設計靈感最初是來自生化危機系列。遊戲監督三上真司在製作《生化危機4》中，要求導演神谷英樹打造新的遊戲環境，結果開發出來變成與生化危機系列大異的遊戲，三上真司於是決定在生化危機系列以外開創新的遊戲系列，最初假定名為「Devil May Care」，到正式宣布前才決定為「Devil May Cry」。遊戲交由神谷英樹繼續負責，而主角但丁亦在這個時候誕生。

## 人物
但丁的特徵是有著高大的身型以及銀白色頭髮，經常身穿正紅色的大衣，其性格狂放不羈，在戰鬥時喜歡嘲諷敵人。由於但丁的母親伊娃（Eva）為人類，而父親斯巴達（Sparda）為惡魔，故但丁具有「半人半魔」的身分，而但丁與他的兄弟維吉爾（Vergil）是雙胞胎。

## 角色背景
父親是傳說中的魔劍士斯巴達，與人類女性伊娃相愛生下雙胞胎但丁和維吉爾，由於斯巴達打破魔界的禁忌而行蹤不明，但1代的開頭動畫則是說明斯巴達已經死亡。
在《DmC：惡魔獵人》當中，但丁的母親伊娃從人類被設定為天使，而傳說中只有天使以及惡魔所共同生下的魔人才能打倒魔帝穆圖斯。

## 戰鬥武器和能力
但丁常用的武器包括雙槍「黑檀 & 象牙」（Ebony & Ivory，正傳遊戲中以M1911手槍為原型，《DmC：惡魔獵人》中以沙漠之鷹手槍為原型）、自在地操控與人齊高的雙手大劍「叛逆」（Rebellion）以及各式各樣的武器。但丁由於擁有一半惡魔的血統，在成年職業時代與兄長維吉爾（Vergil）的爭鬥中讓「魔人化」的力量覺醒，使得但丁可以將肉體化身為魔人，解放出超乎凡人的特異能力。